# Vệ Định công
Vệ Định công (chữ Hán: 衞定公; trị vì: 588 TCN-577 TCN), tên thật là Cơ Tang (姬臧), là vị vua thứ 25 của nước Vệ – chư hầu nhà Chu trong lịch sử Trung Quốc.
Vệ Định công là con của Vệ Mục công – vua thứ 24 nước Vệ. Năm 589 TCN, Vệ Mục công mất, Cơ Tang lên nối ngôi, tức là Vệ Định công.
Năm 589 TCN, Sở Cung vương mang quân đánh nước Vệ, có quân nước Trịnh giúp. Vệ Định công phải xin giảng hòa, thần phục nước Sở. Sở Cung vương lại sang đánh Lỗ. Lỗ Thành công cũng phải thần phục. Sở Cung vương hội chư hầu tại đất Thục (thuộc nước Lỗ).
Năm 588 TCN, nước Tấn giận Trịnh theo Sở đánh Lỗ và Vệ, bèn kêu gọi chư hầu đánh Trịnh. Vệ Định công lại theo nước Tấn, cùng các nước Tống, Lỗ, Tào đi đánh Trịnh. Nước Trịnh xin giảng hòa.
Sau đó Vệ Định công cùng nước Tấn đánh tộc Tường Cao Như, một ngành của người Xích Địch. Tù trưởng tộc này mất lòng dân nên bị đánh tan.
Vệ Định công sai đại phu Tôn Lương Phu sang lễ nước Lỗ, gặp sứ nước Tấn, ba bên cùng nhau thề minh ước.
Sang năm 583 TCN, Trịnh Thành công sang triều kiến nước Tấn, bị Tấn Cảnh công bắt giữ vì đã thề với nước Sở. Đầu năm 582 TCN, quân Tấn sang đánh nước Trịnh, Vệ Định công sai em là công tử Hắc Bối cầm quân cùng đi đánh Trịnh. Sau đó gặp lúc Tấn Cảnh công qua đời, nước Trịnh lấy lễ biếu tặng, nước Tấn thả Trịnh Thành công về và lui binh.
Năm 578 TCN, vì Tần Hoàn công vừa thề hòa hiếu với nước Tấn rồi ngay lập tức xâm phạm bờ cõi Tấn, Tấn Lệ công họp chư hầu mang quân đánh Tần. Vệ Định công cùng các nước gồm Tề, Lỗ, Tào, Trịnh, Tống, Chu, Đằng liên minh với Tấn đánh Tần. Liên quân do Tấn đứng đầu đánh bại quân Tần ở đất Mã Toại, bắt được tướng Tần là Thành Sai và Bất Canh Nhữ Phủ.
Năm 577 TCN, Vệ Mục công mất. Ông làm vua được 12 năm. Con ông là Cơ Khản lên nối ngôi, tức là Vệ Hiến công.